# Gröben (Ludwigsfelde)
Gröben è una frazione della città tedesca di Ludwigsfelde, nel Brandeburgo.

Conta (2007) 325 abitanti.

## Storia
Gröben fu nominata per la prima volta nel 1352.

Costituì un comune autonomo fino al 31 dicembre 1997.